# Pavlivka, Zvenîhorodka
Pavlivka (în ucraineană Павлівка) este un sat în comuna Bohacivka din raionul Zvenîhorodka, regiunea Cerkasî, Ucraina.

## Demografie
Componența lingvistică a localității Pavlivka
     Ucraineană (100%)
Conform recensământului din 2001, toată populația localității Pavlivka era vorbitoare de ucraineană (100%).